# Nguyễn Vũ Phong
Nguyễn Vũ Phong (ur. 6 lutego 1985 w Vĩnh Long) – wietnamski piłkarz występujący na pozycji pomocnika w klubie Bình Dương FC.

## Kariera piłkarska
Nguyễn Vũ Phong jest wychowankiem klubu Vĩnh Long FC. Przed sezonem 2006 trafił do drużyny Bình Dương FC. Obecnie jego zespół gra w pierwszej lidze wietnamskiej, a Nguyễn jest jego kapitanem.
Zawodnik ten jest także reprezentantem Wietnamu. W drużynie narodowej zadebiutował w 2006 roku. Został również powołany na Puchar Azji 2007, gdzie jego drużyna odpadła w ćwierćfinale. On zaś rozegrał wszystkie spotkania: w grupie ze Zjednoczonymi Emiratami Arabskimi (2:0), Katarem (1:1) i Japonią (1:4) oraz w ćwierćfinale z Irakiem (0:2).